# Emanuele Catania
Emanuele Catania (ur. 3 października 1988) – włoski lekkoatleta specjalizujący się w skoku w dal. 
Zadebiutował w 2007 roku na juniorskich mistrzostwach Europy w Hengelo. W 2013 bez powodzenia startował na halowych mistrzostwach Europy oraz został brązowym medalistą igrzysk śródziemnomorskich w Mersin. Stawał na podium mistrzostw Włoch.
Na początku kariery uprawiał także trójskok.
Rekordy życiowe: stadion – 7,98 (19 lipca 2014, Rovereto); hala – 7,96 (3 lutego 2013, Ankona). 

## Osiągnięcia
| Rok  | Impreza                                 | Miejsce    | Lokata            | Wynik |
| ---- | --------------------------------------- | ---------- | ----------------- | ----- |
| 2007 | Mistrzostwa Europy juniorów             | Hengelo    | el. – 20. miejsce | 6,83  |
| 2013 | Halowe mistrzostwa Europy               | Göteborg   | el. – 12. miejsce | 7,78  |
| 2013 | Igrzyska śródziemnomorskie              | Mersin     | 3. miejsce        | 7,92  |
| 2014 | Mistrzostwa Europy                      | Zurych     | el. – 26. miejsce | 7,31  |
| 2015 | Superliga drużynowych mistrzostw Europy | Czeboksary | 10. miejsce       | 7,39  |